# Platanthera hollandiae
Platanthera hollandiae är en orkidéart som beskrevs av Paul Miles Catling och Brownell. Platanthera hollandiae ingår i släktet nattvioler, och familjen orkidéer. Inga underarter finns listade i Catalogue of Life.